# Mytilopsis (zoologie)
Pour l’article homonyme, voir Mytilopsis (botanique).
Genre
Mytilopsis est un genre de mollusques bivalves de la famille des Dreissenidae.

## Liste d'espèces
Selon BioLib (3 aout 2025) :
- Mytilopsis adamsi Morrison, 1946
- Mytilopsis africana (Van Beneden, 1835)
- Mytilopsis lacustris (P.M.A. Morelet, 1860)
- Mytilopsis leucophaeata Conrad, 1831
- Mytilopsis ornata (Morelet, 1885)
- Mytilopsis sallei (Récluz, 1849)
- Mytilopsis trautwineana (G. W. Tryon, 1866)

Selon ITIS (2 octobre 2016) :
- Mytilopsis domininguensis (Recluz, 1852) ;
- Mytilopsis leucophaeata (Conrad, 1831) ;
- Mytilopsis sallei (Recluz, 1849).